# The Best FIFA Football Awards 2019
Les The Best FIFA Football Awards 2019 sont décernés le 23 septembre 2019, à Milan, en Italie.
L'Argentin Lionel Messi (FC Barcelone) remporte le prix de meilleur joueur.

## Les nommés et les lauréats

### The Best, Joueur de la FIFA
Un groupe d'experts sur football représentants de la FIFA et externe du football a établi une liste de 10 joueurs masculins pour ce prix. Les 10 candidats ont été annoncés le 31 juillet 2019 . Les 3 finalistes ont été révélés le 2 septembre .
Les critères de sélection pour les joueurs de l'année sont : la performance sportive, ainsi que la conduite sur et hors du terrain du 16 juillet 2018 au 19 juillet 2019 inclus.
| Rang             | Nom               | Club                          | Équipe nationale | Pourcentage |
| Finalistes       | Finalistes        | Finalistes                    | Finalistes       | Finalistes  |
| ---------------- | ----------------- | ----------------------------- | ---------------- | ----------- |
| 1                | Lionel Messi      | FC Barcelone                  | Argentine        |             |
| 2                | Virgil van Dijk   | Liverpool FC                  | Pays-Bas         |             |
| 3                | Cristiano Ronaldo | Juventus FC                   | Portugal         |             |
| Autres candidats |                   |                               |                  |             |
|                  | Frenkie de Jong   | Ajax Amsterdam / FC Barcelone | Pays-Bas         |             |
|                  | Matthijs de Ligt  | Ajax Amsterdam / Juventus FC  | Pays-Bas         |             |
|                  | Harry Kane        | Tottenham Hotspur             | Angleterre       |             |
|                  | Eden Hazard       | Chelsea FC / Real Madrid      | Belgique         |             |
|                  | Sadio Mané        | Liverpool FC                  | Sénégal          |             |
|                  | Kylian Mbappé     | Paris Saint-Germain           | France           |             |
|                  | Mohamed Salah     | Liverpool FC                  | Égypte           |             |

### The Best, Joueuse de la FIFA
Un groupe d'experts du football féminin, représentant chacune des six confédérations a choisi une liste des dix joueuses pour ce prix.
Les 10 candidates ont été annoncées le 31 juillet 2019 . Les 3 finalistes ont été révélés le 2 septembre.
Les critères de sélection pour les femmes sont : la performance sportive, ainsi que la conduite sur et hors du terrain du 25 mai 2018 au 7 juillet 2019 inclus.
| Rang              | Nom                    | Club                       | Équipe Nationale | Pourcentage |
| Finalistes        | Finalistes             | Finalistes                 | Finalistes       | Finalistes  |
| ----------------- | ---------------------- | -------------------------- | ---------------- | ----------- |
| 1                 | Megan Rapinoe          | Reign FC de Seattle        | États-Unis       |             |
| 2                 | Lucy Bronze            | Olympique Lyonnais         | Angleterre       |             |
| 3                 | Alex Morgan            | Pride d'Orlando            | États-Unis       |             |
| Autres candidates |                        |                            |                  |             |
|                   | Julie Ertz             | Red Stars de Chicago       | États-Unis       |             |
|                   | Caroline Graham Hansen | FC Barcelone               | Pays-Bas         |             |
|                   | Ada Hegerberg          | Olympique Lyonnais         | Norvège          |             |
|                   | Amandine Henry         | Olympique Lyonnais         | France           |             |
|                   | Sam Kerr               | Red Stars de Chicago       | Australie        |             |
|                   | Rose Lavelle           | Spirit de Washington       | États-Unis       |             |
|                   | Vivianne Miedema       | Arsenal Women FC           | Pays-Bas         |             |
|                   | Wendie Renard          | Olympique Lyonnais         | France           |             |
|                   | Ellen White            | Manchester City Women's FC | Angleterre       |             |

### The Best, Gardien de but de la FIFA
Les 3 finalistes ont été révélés le 2 septembre.
| Rang       | Nom                   | Club            | Équipe Nationale | Pourcentage |
| Finalistes | Finalistes            | Finalistes      | Finalistes       | Finalistes  |
| ---------- | --------------------- | --------------- | ---------------- | ----------- |
| 1          | Alisson Becker        | Liverpool FC    | Brésil           |             |
| 2          | Marc-André ter Stegen | FC Barcelone    | Allemagne        |             |
| 3          | Ederson               | Manchester City | Brésil           |             |

### The Best, Gardienne de but de la FIFA
Les 3 finalistes ont été révélés le 2 septembre.
| Rang       | Nom                 | Club                                  | Équipe Nationale | Pourcentage |
| Finalistes | Finalistes          | Finalistes                            | Finalistes       | Finalistes  |
| ---------- | ------------------- | ------------------------------------- | ---------------- | ----------- |
| 1          | Sari van Veenendaal | Arsenal Women FC / Atlético de Madrid | Pays-Bas         |             |
| 2          | Hedvig Lindahl      | Chelsea FC Women / VfL Wolfsburg      | Suède            |             |
| 3          | Christiane Endler   | Paris Saint-Germain                   | Chili            |             |

### The Best, Entraîneur de la FIFA (M)
Un panel d’experts du football masculin de la FIFA a établi une liste de onze entraîneurs masculins pour ce prix. Les dix candidats ont été annoncés le 31 juillet 2019 . Les 3 finalistes ont été révélés le 2 septembre.
Les critères de sélection pour les entraîneurs de l'année sont : la performance sportive, ainsi que la conduite sur et hors du terrain du 16 juillet 2018 au 19 juillet 2019 inclus.
| Rang             | Nom                 | Équipe            | Pourcentage |
| Finalistes       | Finalistes          | Finalistes        | Finalistes  |
| ---------------- | ------------------- | ----------------- | ----------- |
| 1                | Jürgen Klopp        | Liverpool FC      |             |
| 2                | Mauricio Pochettino | Tottenham Hotspur |             |
| 3                | Pep Guardiola       | Manchester City   |             |
| Autres candidats |                     |                   |             |
|                  | Djamel Belmadi      | Algérie           |             |
|                  | Didier Deschamps    | France            |             |
|                  | Marcelo Gallardo    | River Plate       |             |
|                  | Ricardo Gareca      | Pérou             |             |
|                  | Fernando Santos     | Portugal          |             |
|                  | Erik Ten Hag        | Ajax Amsterdam    |             |
|                  | Tite                | Brésil            |             |

### The Best, Entraîneur de la FIFA (F)
Un groupe d'experts sur du football, représentant chacune des six confédérations a choisi une liste de dix entraîneurs de football féminin pour ce prix. Les candidats ont été annoncés le 31 juillet 2019 . Les 3 finalistes ont été révélés le 2 septembre.
Les critères de sélection pour les entraîneurs du football féminin de l'année sont : la performance sportive, ainsi que la conduite sur et hors du terrain du 25 mai 2018 au 7 juillet 2019 inclus.
| Rang             | Nom               | Équipe                         | Pourcentage |
| Finalistes       | Finalistes        | Finalistes                     | Finalistes  |
| ---------------- | ----------------- | ------------------------------ | ----------- |
| 1                | Jill Ellis        | États-Unis                     |             |
| 2                | Phil Neville      | Angleterre                     |             |
| 3                | Sarina Wiegman    | Pays-Bas                       |             |
| Autres candidats |                   |                                |             |
|                  | Mia Bertolini     | Italie                         |             |
|                  | Peter Gerhardsson | Suède                          |             |
|                  | Futoshi Ikeda     | Japon -20 ans                  |             |
|                  | Antonia Is        | Espagne -17 ans                |             |
|                  | Joe Montemurro    | Arsenal Women FC               |             |
|                  | Reynald Pedros    | Olympique Lyonnais             |             |
|                  | Paul Riley        | Courage de la Caroline du Nord |             |

### Prix du Fair Play de la FIFA
Le prix est remis à un joueur, un entraîneur, une équipe, un officiel de match ou un fan du groupe dans la reconnaissance et l'exemple du fair-play sur le terrain ou à l'égard d'un officiel de match de football. Le prix sera remis pour le geste ”fair-play” et/ou du comportement de l'année (un acte de fair-play sur le terrain ou à l'égard d'un officiel de match de football — qui pourrait également inclure n'importe quel amateur de la ligue).
| Vainqueur      | Raison |
| -------------- | --- |
| Marcelo Bielsa | Lors d'un match contre Aston Villa, les joueurs de Leeds United, dirigés par Bielsa, avaient marqué un but alors qu'un joueur de l'équipe adverse venait de se blesser. Bielsa est récompensé pour avoir ordonné à ses joueurs de laisser leurs adversaires marquer un but en guise de compensation. |

### FIFA Puskas Award
Pour le Prix Puskás de la FIFA, un panel d’experts de la FIFA établit une liste avec les dix plus beaux buts de l’année, tous sexes confondus. Les utilisateurs voteront pour leur but préféré à partir de cette liste sur les plateformes numériques de la FIFA.
Le 10 candidats ont été annoncés le 19 août 2019 . Les 3 finalistes ont été révélés le 2 septembre.
| Rang             | Joueur                 | Sexe       | Match                                                  | Compétition                  | Date              | Pourcentage |
| Finalistes       | Finalistes             | Finalistes | Finalistes                                             | Finalistes                   | Finalistes        | Finalistes  |
| ---------------- | ---------------------- | ---------- | ------------------------------------------------------ | ---------------------------- | ----------------- | ----------- |
|                  | Lionel Messi           | Masculin   | Real Betis - FC Barcelone                              | Liga Santander 2018-2019     | 17 mars 2019      |             |
|                  | Juan Fernando Quintero | Masculin   | River Plate - Racing Club                              | Superliga 2018-2019          | 10 février 2019   |             |
|                  | Dániel Zsóri           | Masculin   | Debrecen VSC - Ferencváros TC                          | OTP Bank Liga 2018-2019      | 16 février 2019   |             |
| Autres candidats |                        |            |                                                        |                              |                   |             |
|                  | Matheus Cunha          | Masculin   | Bayer Leverkusen - RB Leipzig                          | Bundesliga 2018-2019         | 6 avril 2019      |             |
|                  | Zlatan Ibrahimović     | Masculin   | Toronto FC - Los Angeles Galaxy                        | MLS 2018                     | 15 septembre 2018 |             |
|                  | Ajara Nchout           | Féminin    | Cameroun - Nouvelle-Zélande                            | Coupe du monde féminine 2019 | 20 juin 2019      |             |
|                  | Fabio Quagliarella     | Masculin   | UC Sampdoria - SSC Naples                              | Serie A 2018-2019            | 2 septembre 2018  |             |
|                  | Amy Rodriguez          | Féminin    | Royals de l'Utah - Sky Blue FC                         | NWSL 2019                    | 10 février 2019   |             |
|                  | Billie Simpson         | Féminin    | Sion Swifts Ladies & Girls FC - Cliftonville Ladies FC | Women's Premier League 2019  | 9 août 2019       |             |
|                  | Andros Townsend        | Masculin   | Manchester City - Crystal Palace                       | Premier League 2018-2019     | 22 décembre 2018  |             |

### Prix FIFA des supporters
Cette nouvelle édition du Prix des Supporters de la FIFA distingue un geste ou un moment exceptionnel en lien avec les supporters. Les nommés ont été désignés par un groupe d'experts.
Les 3 finalistes ont été révélés le 2 septembre.
| Rang | Supporter(s)           | Match | Compétition                             | Date | Pourcentage |
| ---- | ---------------------- | ----- | --------------------------------------- | ---- | ----------- |
|      | Silvia Grecco          | -     | -                                       | -    |             |
|      | Supporters Néerlandais | -     | Coupe du monde féminine de la FIFA 2019 | -    |             |
|      | Justo Sánchez          | -     | -                                       | -    |             |

### FIFA/FIFPro World XI
| Gardien                | Défenseurs | Milieux                                                                                                   | Attaquants                                                                                   |
| ---------------------- | --- | --- | -------------------------------------------------------------------------------------------- |
| Alisson (Liverpool FC) | Marcelo (Real Madrid) Sergio Ramos (Real Madrid) Virgil van Dijk (Liverpool FC) Matthijs de Ligt (Ajax Amsterdam/Juventus) | Frenkie de Jong (Ajax Amsterdam/FC Barcelone) Eden Hazard (Chelsea/Real Madrid) Luka Modrić (Real Madrid) | Cristiano Ronaldo (Juventus) Kylian Mbappé (Paris Saint-Germain) Lionel Messi (FC Barcelone) |

### FIFA/FIFPro World XI Féminin
| Gardienne                                                 | Défenseuses | Milieux                                                                                             | Attaquantes                                                                        |
| --------------------------------------------------------- | --- | --------------------------------------------------------------------------------------------------- | ---------------------------------------------------------------------------------- |
| Sari van Veenendaal (Arsenal Women FC/Atlético de Madrid) | Lucy Bronze (Olympique lyonnais) Wendie Renard (Olympique lyonnais) Nilla Fischer (VfL Wolfsburg/Linköpings FC) Kelley O'Hara (Utah Royals) | Amandine Henry (Olympique lyonnais) Julie Ertz (Chicago Red Stars) Rose Lavelle (Washington Spirit) | Marta (Orlando Pride) Alex Morgan (Orlando Pride) Megan Rapinoe (Seattle Reign FC) |